# 賀喜遙香

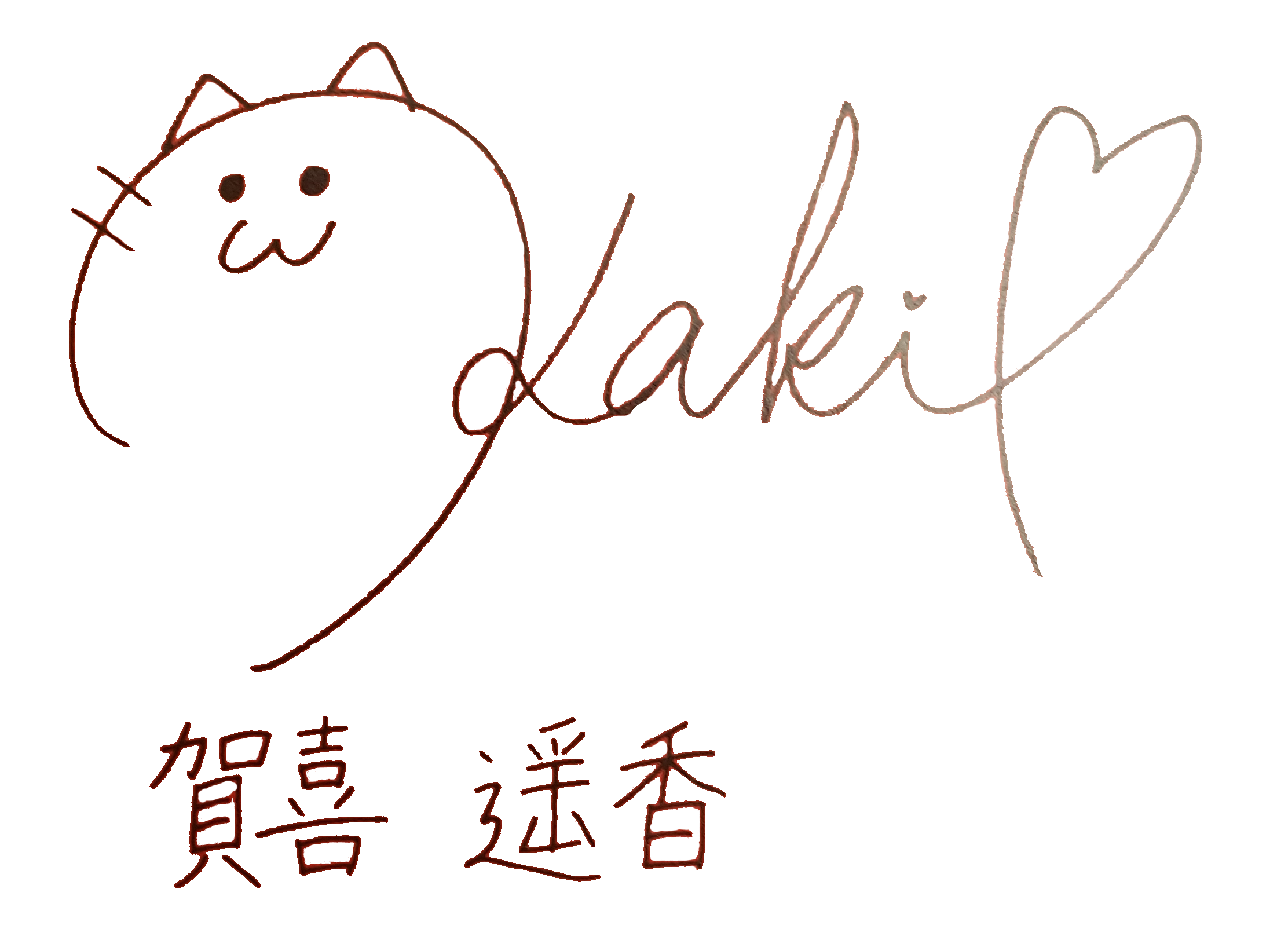
賀喜遙香的簽名

賀喜遙香（日语：／ Kaki Haruka */?，2001年8月8日—）是日本偶像藝人，為女子偶像團體乃木坂46成員，栃木縣出身，出生於大阪府。2018年以乃木坂46四期生身分出道。

## 經歷
2001年8月8日，賀喜出生於大阪府羽曳野市，小學五年級時移居至栃木縣。
2018年，因為想要改變一成不變的生活，而報名參加坂道系列聯合徵選。8月19日，賀喜通過坂道系列聯合徵選。12月1日，官網上公布個人簡歷。12月3日，在日本武道館舉辦的「乃木坂46四期生見面會」中首次公開亮相。
2019年5月7日，乃木坂46四期生部落格開設。以每日1名成員的方式輪流撰寫，賀喜於5月8日開始，每隔12天撰寫一篇部落格。7月14日，在乃木坂46第24張單曲《黎明來臨前無須逞強》中首次入選為選拔成員，並擔任前排成員和福神。
2020年3月，從高中畢業。3月25日發行的乃木坂46第25張單曲《幸福的保护色》的收錄曲《I see...》中首次擔任歌曲的Center。4月27日，賀喜的個人官方部落格於乃木坂46官方網站正式開通。
2021年4月，成为TOKYO FM节目《SCHOOL OF LOCK!》周四環節「Artist LOCKS!」的固定成员。8月16日，於乃木坂46的冠名節目《乃木坂工事中》，獲宣布成為乃木坂46第28張單曲《被你罵了》的Center（中心成員），為賀喜首次擔任單曲的Center。
2022年3月30日，宣布首本個人寫真集將於6月7日發售，同時是第一位發行寫真集的四期生。6月7日，發行個人首本個人寫真集《嶄新》（まっさら），於沖繩宮古島和東京拍攝。發售前三度加印，第1版已超過19萬本，成為新潮社於1896年創立以來初日最高發行量的女性個人寫真集。首週以14.6萬的銷量，成為歷代女性個人寫真集首週銷量的第二位。7月17日，於乃木坂46的冠名節目《乃木坂工事中》，獲宣布擔任乃木坂46第30張單曲《喜歡是件搖滾的事！》的Center，為賀喜第二次擔任單曲的Center。
2023年3月31日，首次於明治神宮棒球場舉行的日本職棒比賽（東京養樂多燕子VS廣島東洋鯉魚）擔任開球儀式的投手。9月9日，在個人部落格中宣布因身體不適將休養一個月。11月5日播出的乃木坂46冠名節目《乃木坂工事中》公布乃木坂46第34張單曲《Monopoly》的選拔名單，賀喜和遠藤櫻共同獲選為單曲的Center。
2025年7月30日發行的乃木坂46第39張單曲《Same numbers》中，賀喜睽違五作，也是第四次擔任Center。

## 人物
- 坂道系列中第一位栃木縣出身的成員，出生於大阪府（10歲之前都待在大阪）[1]。與同樣是四期生成員的北川悠理同一天生日（2001年8月8日出生）[37]。
- 有一個小兩歲的弟弟[38]。
- 喜歡的食物是蝦子、甜食、雞蛋、魚、粥類[1]。
- 興趣是畫插圖[4]。經常將自己畫的插圖公開在部落格和網站上[38][39]。將來的目標是動畫師[40]。
- 雖然很喜歡貓，但是對貓過敏[1]。
- 喜欢的动画《我的英雄学院》、《鬼灭之刃》、《咒術迴戰》。
- 小學時的綽號，「你這傢伙的眉毛是45度的」[41]。
- 能夠用紙摺出非常小的紙鶴（約5mm）[41]。
- 自動鉛筆的筆芯一定要0.3的，強調一定要0.3，另外也覺得0.3比較容易畫畫，覺得0.2很容易斷，容易斷在筆頭（出自2023年5月4日《SCHOOL OF LOCK!》的乃木坂LOCKS!）。

### 乃木坂46相關
- 憧憬的前輩是山下美月[42]。
- 乃木坂46裡喜歡的歌是《毫無特色的戀愛》、《自由的彼方》。
- 乃木坂46裡喜歡的MV是《再見的意義》。

## 音樂作品
- 標註「★」符號表示該首歌曲有拍攝MV。

### 單曲
乃木坂46
|      | 發行日期       | 單曲名稱              | 參與歌曲名稱          | MV | 備註               |
| ---- | -------------- | --------------------- | --------------------- | -- | ------------------ |
| 23rd | 2019年5月29日  | Sing Out!             | 第四道光芒            | ★  | 出道作品           |
| 24th | 2019年9月4日   | 黎明來臨前無須逞強    | 黎明來臨前無須逞強    | ★  | 十一福神           |
| 24th | 2019年9月4日   | 黎明來臨前無須逞強    | 給圖書館裡的你        | ★  |                    |
| 24th | 2019年9月4日   | 黎明來臨前無須逞強    | 我的信念              |    |                    |
| 25th | 2020年3月25日  | 幸福的保護色          | 幸福的保護色          | ★  | 選拔               |
| 25th | 2020年3月25日  | 幸福的保護色          | 再見 Stay with me     |    |                    |
| 25th | 2020年3月25日  | 幸福的保護色          | I see...              | ★  | Center             |
| 26th | 2021年1月27日  | 我會喜歡上自己的      | 我會喜歡上自己的      | ★  | 十二福神           |
| 26th | 2021年1月27日  | 我會喜歡上自己的      | 有明天的理由          |    |                    |
| 26th | 2021年1月27日  | 我會喜歡上自己的      | Wilderness world      | ★  |                    |
| 26th | 2021年1月27日  | 我會喜歡上自己的      | Out of the blue       | ★  |                    |
| 27th | 2021年6月9日   | 對不起Fingers crossed | 對不起Fingers crossed | ★  | 十二福神           |
| 27th | 2021年6月9日   | 對不起Fingers crossed | 一切都是一場夢        | ★  |                    |
| 27th | 2021年6月9日   | 對不起Fingers crossed | 燙口的洋甘菊茶        |    |                    |
| 28th | 2021年9月22日  | 被你罵了              | 被你罵了              | ★  | Center             |
| 28th | 2021年9月22日  | 被你罵了              | 如果只是溫柔          |    |                    |
| 28th | 2021年9月22日  | 被你罵了              | 熟悉的陌生人          |    |                    |
| 29th | 2022年3月23日  | Actually…             | Actually...           | ★  | 十福神             |
| 29th | 2022年3月23日  | Actually…             | 有價值的東西          | ★  | 新・華之2001年組   |
| 29th | 2022年3月23日  | Actually…             | 過度解讀              |    |                    |
| 29th | 2022年3月23日  | Actually…             | 喜歡上了              |    |                    |
| 30th | 2022年8月31日  | 喜歡是件搖滾的事！    | 喜歡是件搖滾的事！    | ★  | Center             |
| 30th | 2022年8月31日  | 喜歡是件搖滾的事！    | Jumping Joker Flash   | ★  |                    |
| 31st | 2022年12月7日  | 不存在於此的事物      | 不存在於此的事物      | ★  | 十一福神           |
| 31st | 2022年12月7日  | 不存在於此的事物      | 事後諸葛              | ★  |                    |
| 32nd | 2023年3月29日  | 人們終將再度追夢      | 人們終將再度追夢      | ★  | 十一福神           |
| 32nd | 2023年3月29日  | 人們終將再度追夢      | 我們的道別            | ★  |                    |
| 33rd | 2023年8月23日  | 獨自一人的天堂        | 獨自一人的天堂        | ★  | 十一福神           |
| 33rd | 2023年8月23日  | 獨自一人的天堂        | 某人的肩膀            |    |                    |
| 33rd | 2023年8月23日  | 獨自一人的天堂        | 馬克杯與水槽          | ★  | 與遠藤櫻合唱       |
| 34th | 2023年12月6日  | Monopoly              | Monopoly              | ★  | 與遠藤櫻擔任Center |
| 34th | 2023年12月6日  | Monopoly              | 時髦                  |    |                    |
| 35th | 2024年4月10日  | 機會平等              | 機會平等              | ★  | 十一福神           |
| 35th | 2024年4月10日  | 機會平等              | 還有7首歌             |    |                    |
| 36th | 2024年8月21日  | 放縱日                | 放縱日                | ★  | 十一福神           |
| 36th | 2024年8月21日  | 放縱日                | 那道光                |    |                    |
| 37th | 2024年12月11日 | 步道橋                | 步道橋                | ★  | 十一福神           |
| 37th | 2024年12月11日 | 步道橋                | 世界第一的鑽石        |    |                    |
| 37th | 2024年12月11日 | 步道橋                | 落雪之日再相見吧      |    |                    |
| 38th | 2025年3月26日  | 臍橙                  | 臍橙                  | ★  | 十一福神           |
| 38th | 2025年3月26日  | 臍橙                  | 懷念之情的前方        | ★  |                    |
| 39th | 2025年7月30日  | Same numbers          | Same numbers          | ★  | Center             |
| 39th | 2025年7月30日  | Same numbers          | 盛夏日啊              |    | Center             |
| 39th | 2025年7月30日  | Same numbers          | 是說啊                |    | 還有7首歌unit      |

其他
| 發行日期                                    | 單曲名稱       | 參與歌曲名稱 | MV | 備註         |
| ------------------------------------------- | -------------- | ------------ | -- | ------------ |
| 2020年6月17日（日本） 2020年6月24日（海外） | 世界中的鄰居啊 | —            | ★  | 下載限定歌曲 |
| 2020年7月24日                               | Route 246      | —            | ★  | 下載限定歌曲 |

### 專輯
乃木坂46
|        | 發行日期       | 專輯名稱         | 參與歌曲名稱    | 備註   |
| ------ | -------------- | ---------------- | --------------- | ------ |
| 4th    | 2019年4月17日  | 直到此刻化成回憶 | 吻的手裏劍      |        |
| 精選輯 | 2021年12月15日 | Time flies       | 最後的Tight Hug | 主打曲 |

## 演出

### 電視劇
- 閻魔堂沙羅的推理奇譚 第2話（2020年11月7日，NHK綜合台）：飾演 向井由芽[43][44]
- 首先出布（2022年10月28日－12月16日，朝日電視台）：飾演 雨宮菫[45][46]
- 量產型RuKa～模型社社員的青春反擊～（2025年7月4日－，東京電視台）：主演 高嶺瑠夏（與筒井彩萌雙主演）[47]

### 電影
- 幸福這種東西，要了幹嘛（しあわせなんて、なければいいのに。；2024年5月17日，Lemino）：飾演 朱里[48][49]

### 網絡劇
- 芬達坂學園與大合唱計畫（日语：ファンタ坂学園と大合唱計画）（2019年7月16日－9月14日，AbemaTV）：飾演 後輩們[50][51]
- 遇見猴子（2020年4月10日－18日，dTV（日语：dTV (NTTドコモ)））：飾演 （主演）[52][53]

### 電台節目
- SCHOOL OF LOCK!內「乃木坂LOCKS！」單元（2021年4月8日－，每週四登場，TOKYO FM）[54]

### 電視廣告
- 合利他命製藥 ベンザブロック プレミアム「感冒的瞬間 藍色benza」篇（2023年10月4日－2024年10月3日）- 與綾瀨遙共演[55][56]

### 音樂錄影帶
- KIYO《有頂天貓》（2023年4月22日，YouTube）[57][58]

### 活動
- 東京養樂多燕子 vs 廣島東洋鯉魚 開球儀式（2023年3月31日，明治神宮棒球場）[59]

## 書籍

### 寫真集
- 嶄新（；2022年6月7日，新潮社）[60][22]

## 外部連結
- 乃木坂46個人介紹頁（日語）
- 賀喜遥香 官方部落格 （页面存档备份，存于） - 乃木坂46官方網站（2020年4月27日－）（日語）
- 賀喜 遙香（乃木坂46）的SHOWROOM專頁（日語）
- 乃木坂46賀喜遙香1st写真集《まっさら》【公式】的X（前Twitter）（2022年3月30日－）（日語）
- 賀喜遙香首本写真集 特設網站 （页面存档备份，存于） - 新潮社（日語）